# Bảo mật ngân hàng

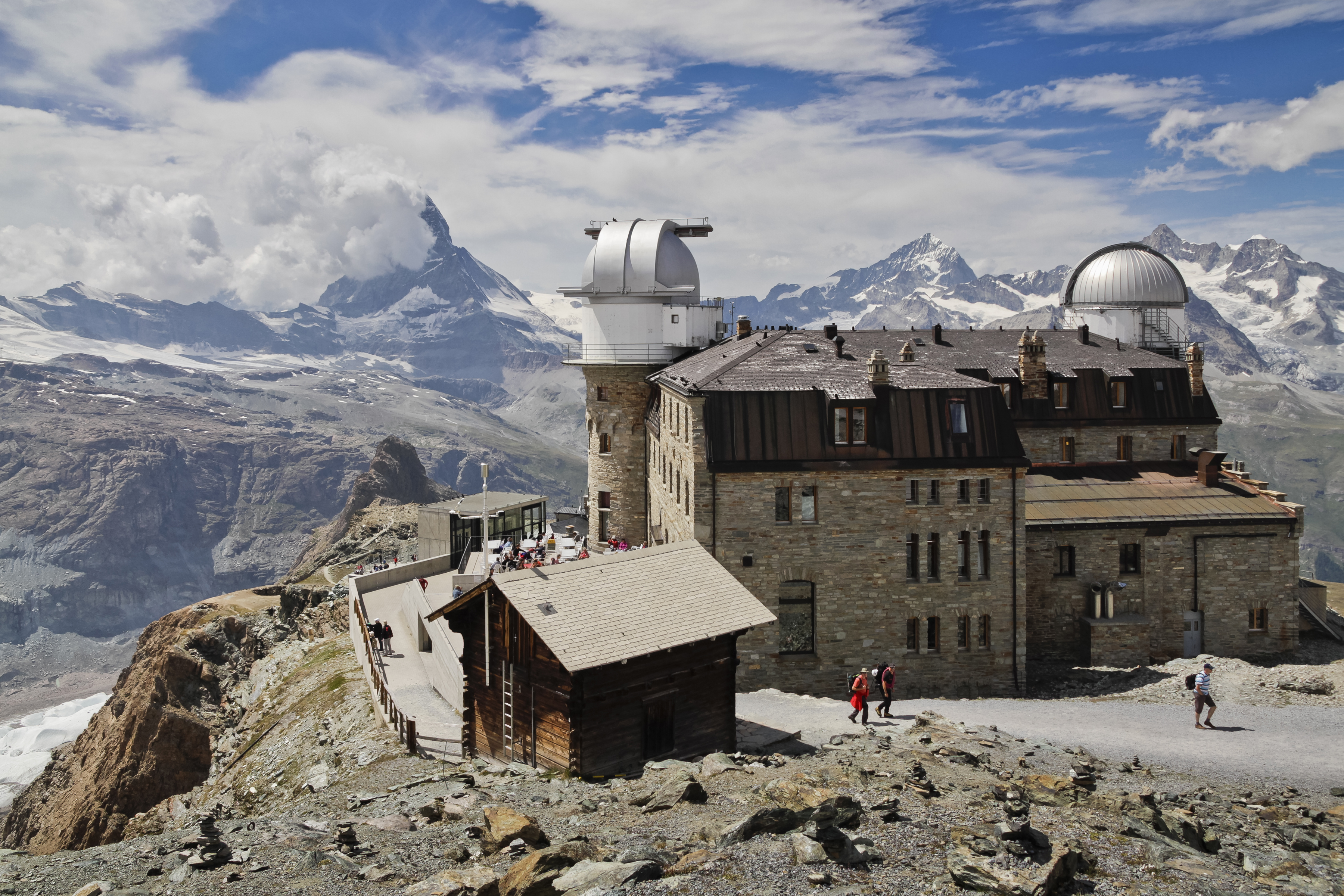
Thụy Sĩ được biết đến với tính bảo mật ngân hàng và bảo mật nghiêm ngặt đối với khách hàng của ngân hàng. Ảnh: dãy Alps của Thụy Sĩ, vị trí của nhiều hầm chứa vàng dưới lòng đất.

Bảo mật ngân hàng, còn được gọi là bảo mật tài chính, quyền ngân hàng hoặc an toàn ngân hàng, là một thỏa thuận có điều kiện giữa ngân hàng và khách hàng của ngân hàng rằng tất cả các hoạt động tài chính của khách hàng được bảo mật, bí mật và riêng tư. Thường xuyên nhất liên quan đến ngân hàng ở Thụy Sĩ, bí mật ngân hàng là phổ biến ở Luxembourg, Monaco, Hồng Kông, Singapore, Ireland, Lebanon và Quần đảo Cayman, trong số các tổ chức ngân hàng nước ngoài khác.
Quyền này còn được gọi là bảo mật khách hàng của ngân hàng hay đặc quyền khách hàng của ngân hàng, và việc thực hành nó được bắt đầu bởi các thương nhân người Ý trong những năm 1600 gần Bắc Ý (một khu vực sẽ trở thành khu vực nói tiếng Ý của Thụy Sĩ). Các chủ ngân hàng Geneva đã thiết lập bí mật xã hội và thông qua luật dân sự ở khu vực nói tiếng Pháp trong những năm 1700. Bảo mật ngân hàng Thụy Sĩ lần đầu tiên được mã hóa theo Đạo luật Ngân hàng năm 1934, do đó, việc tiết lộ thông tin khách hàng cho các bên thứ ba mà không có sự đồng ý của khách hàng là một tội ác. Luật này, cùng với một loại tiền tệ ổn định của Thụy Sĩ và tính trung lập quốc tế, đã thúc đẩy việc chuyển số vốn lớn đến các tài khoản Thụy Sĩ tư nhân. Trong những năm 1940, các tài khoản ngân hàng được đánh số đã được giới thiệu tạo ra một nguyên tắc bảo mật ngân hàng lâu dài, tiếp tục được coi là một trong những khía cạnh chính của ngân hàng tư nhân trên toàn cầu. Những tiến bộ trong mật mã tài chính (thông qua mật mã khóa công khai) có thể giúp sử dụng tiền điện tử ẩn danh và chứng chỉ kỹ thuật số ẩn danh để bảo mật tài chính và ngân hàng Internet ẩn danh, cho phép các tổ chức và hệ thống máy tính bảo mật.
Trong khi một số tổ chức ngân hàng tự nguyện áp đặt bí mật ngân hàng về mặt thể chế, thì một số tổ chức khác hoạt động trong các khu vực nơi thực tiễn được ủy quyền và bảo vệ về mặt pháp lý (ví dụ: trung tâm tài chính nước ngoài). Hầu như tất cả các tiêu chuẩn bảo mật ngân hàng đều cấm tiết lộ thông tin khách hàng cho bên thứ ba mà không có sự đồng ý hoặc khiếu nại hình sự được chấp nhận. Quyền riêng tư bổ sung được cung cấp để chọn khách hàng thông qua tài khoản ngân hàng được đánh số hoặc kho tiền ngân hàng ngầm.